# Nary Ly
Nary Ly (6 de juny de 1972) és una atleta, corredora de llarga distància, maratoniana i científica cambodjana.
Es tracta de la primera cambodjana a disputar una prova olímpica de marató. Un repte que aconseguí el 2016 amb l'ajut del seu entrenador, l'ultrafondista lleonès Salvador Calvo, al completar la marató olímpica dels Jocs Olímpics d'Estiu de 2016, malgrat haver finalitzat en l'últim lloc dels 133 atletes participants. Malgrat això, la corredora i investigadora veterana, amb quaranta-quatre anys en aquell moment, va capturar els cors del món mentre va crear història convertint-se en la primera dona atleta cambodjana que va disputar la marató en uns Jocs Olímpics.

## Científica
Supervivent del règim genocida dels Khmers rojos, i separada de la resta de la seva família i de la destrucció que va causar l'organització de Pol Pot al seu país natal, va viure la infància en un camp de refugiats del Vietnam, el 1981 va poder sortir d'aquell infern en direcció a París gràcies a la Creu Roja francesa que li va trobar una família que li va donar educació fins als divuit anys per tornar a seu país el 1998. A França es va formar com a tècnic de laboratori mèdic i va completar els seus estudis a l'Institut Pasteur fins a esdevenir investigadora científica amb un doctorat per la Universitat de Bordeus sobre el VIH-1 estudiant la resistència als fàrmacs antiretrovirals en pacients de Cambodja. La seva etapa formativa es va completar amb una beca d'investigació i postdoctorat al Centre d'Immunologia al Mount Sinai School of Medicine a Nova York, als Estats Units, on treballa en malalties infeccioses, des d'on va decidir agafar-se un any sabàtic per anar a preparar-se a Kenya.

## Maratoniana
El camí d'aquesta científica reconvertida en maratoniana no va ser fàcil, ja que ha haver de superar lesions, barreres culturals, manca de finançament i la frustració que va suposar que el Comitè Olímpic Nacional de Cambodja la descartés per a Londres en 2012. Va córrer la seva primera mitja marató a Siem Reap, el 2006, amb el propòsit de recaptar fons per als nens afectats pel virus. En aquell moment ja havia començat la seva passió per la marató, una passió que aniria evolucionant a poc a poc. El que acabaria convertint-se en el seu entrenador i més tard també en la seva parella, l'ultrafondista lleonès Salvador Calvo, va conèixer a Ly a finals de 2014, quan fou convidada a participar en la "Global Limits", una cursa extrema de múltiples etapes que recorre els més de 200 quilòmetres que separen Phnom Penh del famós complex de temples Angkor, al nord província de Siem Reap. Tot i no tenir experiència prèvia en aquest tipus de distàncies i arrossegar una dolorosa lesió al maluc durant mesos, va acceptar, i malgrat tot, va aconseguir acabar i pujar al podi. A més, el destí feu que compartís tenda de campanya amb Calvo, amb qui, amb el temps, compartiria el mateix somni olímpic. En un primer moment començà a fer carreres de cinc i deu quilòmetres, després la marató de Nova York, el 2009, entrenaments a Kenya, la millora dels seus temps apropant-se a les tres hores i, finalment, l'ambició de representar Cambodja a Londres que va acabar en decepció. Calvo la convidà el 2015 a Lleó per preparar els Jocs de Rio. Amb l'entrenament va aconseguir baixar per primera vegada de les tres hores (2h 59'12") a la marató de València d'aquell any, un temps que li va comportar un dels llocs que té Cambodja al marge de les classificacions, segons el principi d'universalitat. Finalment, Calvo no pogué acompanyar-la a Río de Janeiro com a entrenador perquè el Comitè Olímpic Cambodjà li negà l'acreditació. Però això, no impedí que Ly pogués completar el seu somni.